# U-569
U-569 — средняя немецкая подводная лодка типа VIIC времён Второй мировой войны. Провела девять патрулей, потопила один корабль (984 брт) и один повредила (4 458 БРТ). Участвовала в 15 волчьих стаях. В мае 1943 года была атакована палубным самолётом USS Bogue. Экипаж хотел сдаться, но, когда подоспела помощь, затопил подлодку.

## История строительства
Была заложена 21 мая 1940 года на верфи Blohm & Voss, Гамбург под строительным номером 545, спущена на воду 20 марта 1941 года и введена в эксплуатацию 8 мая под командованием капитана-лейтенанта Ганса-Петера Хинша.

## История службы
Числилась в составе третьей флотилии с 1 августа 1941 года до потопления 22 мая 1943 года.

### Первый и второй патрули
На первый патруль U-569 вышла из Тронхейма, прошла Фареро-Исландский рубеж. Прибыла в Сен-Назер 21 сентября 1941.
Покинув Сен-Назер 12 октября 1941 года, U-569 направилась к побережью Ньюфаундленда и Лабрадора. Она вернулась на французскую базу 12 ноября.

### Третий патруль
16 декабря 1941 года была атакована самолётами Fairey Swordfish на запад от Гибралтара. Она, вместе с четырьмя другими подводными лодками, должна была действовать в Средиземном море, но из-за повреждений была вынуждена вернуться в Сен-Назер.

### Четвёртый и пятый патрули
8 марта 1942 года потопила Hengist и вернулась во Францию.
11 июня 1942 года, во время своей пятой миссии, повредила Pontypridd к северу от Сент-Джонс.

### Шестой и седьмой патрули
25 августа была атакована Корветом типа «Флауэр» Potentilla. Из-за того, что его орудие преждевременно открыло огонь, он лишился эффекта неожиданности.
Седьмой патруль обошёлся без столкновений.

### Восьмой патруль
7 февраля покинула Ла-Рошель. 23 февраля 1943 года была серьёзно повреждена в результате атаки кораблей, сопровождающих конвой UC-1. 13 марта вернулась обратно.

### Девятый патруль и затопление
22 мая 1943 года была очень сильно повреждена четырьмя глубинными бомбами, сброшенными TBM Avenger, пилотируемым Уильямом Чемберленом, взлетевшим с USS Bogue. Ещё один Avenger, под управлением Говарда Робертса, ждал, пока субмарина всплывёт. Он сбросил ещё четыре бомбы и обстрелял подлодку из пулемётов, чтобы не дать экипажу снарядить зенитные орудия. Командир подводной лодки Йохансен не собирался сопротивляться. Согласно американским записям, он приказал экипажу поднять белый флаг на перископе. Увидев этот флаг, Робертс прекратил огонь и направил канадский эсминец Сен-Лоран к месту происшествия. Когда эсминец приблизился, Йоханнсен приказал экипажу затопить субмарину и эвакуироваться. St. Laurent выловил Йоханнсона и еще 24 члена экипажа, остальные (21 человек) погибли. Выжившие были отправлены в Вашингтон на допрос.

### Волчьи стаи
U-569 участвовала в 15 волчьих стаях:
- Grönland (14-27 августа 1941)
- Markgraf (27 августа — 16 сентября 1941)
- Schlagetot (20 октября — 1 ноября 1941)
- Raubritter (1-8 ноября 1941)
- Westwall (2-12 марта 1942)
- York (12-26 марта 1942)
- Hecht (8 мая — 18 июня 1942)
- Lohs (11 августа— 21 сентября 1942)
- Draufgänger (1-11 декабря 1942)
- Ungestüm (11-22 декабря 1942)
- Robbe (16-26 февраля 1943)
- Amsel 3 (3-6 мая 1943)
- Rhein (7-10 мая 1943)
- Elbe 1 (10-14 мая 1943)
- Mosel (19-22 мая 1943)